# Лі Сяомей
Лі Сяомей (кит.: 黎 笑媚; нар. 20 серпня 1987, Дунгуань, провінція Гуандун, КНР) — китайська борчиня вільного стилю, багаторазова призерка чемпіонатів світу, чемпіонатів Азії і Азійських ігор, чемпіонка Азії, учасниця Олімпійських ігор.

## Життєпис
Боротьбою почала займатися з 2000 року.
Виступала за борцівський клуб провінції Гуандун. Тренер — Сю Куюань.

## Спортивні результати на міжнародних змаганнях

### Виступи на Олімпіадах
| Змагання                    | Збірна | Вагова категорія          | Місце |
| --------------------------- | ------ | ------------------------- | ----- |
| Літні Олімпійські ігри 2008 | Китай  | жіноча боротьба, до 48 кг | 13    |

### Виступи на Чемпіонатах світу
| Змагання                        | Збірна | Вагова категорія          | Місце  |
| ------------------------------- | ------ | ------------------------- | ------ |
| Чемпіонат світу з боротьби 2007 | КНР    | жіноча боротьба, до 48 кг | Бронза |
| Чемпіонат світу з боротьби 2012 | КНР    | жіноча боротьба, до 48 кг | Бронза |

### Виступи на Чемпіонатах Азії
| Змагання                       | Збірна | Вагова категорія          | Місце  |
| ------------------------------ | ------ | ------------------------- | ------ |
| Чемпіонат Азії з боротьби 2006 | КНР    | жіноча боротьба, до 48 кг | Бронза |
| Чемпіонат Азії з боротьби 2007 | КНР    | жіноча боротьба, до 48 кг | Бронза |
| Чемпіонат Азії з боротьби 2009 | КНР    | жіноча боротьба, до 48 кг | Золото |

### Виступи на Азійських іграх
| Змагання           | Збірна | Вагова категорія          | Місце  |
| ------------------ | ------ | ------------------------- | ------ |
| Азійські ігри 2006 | КНР    | жіноча боротьба, до 48 кг | Бронза |

### Виступи на Кубках світу
| Змагання                    | Збірна | Вагова категорія          | Місце  |
| --------------------------- | ------ | ------------------------- | ------ |
| Кубок світу з боротьби 2007 | КНР    | жіноча боротьба, до 51 кг | 4      |
| Кубок світу з боротьби 2010 | КНР    | жіноча боротьба, до 48 кг | 7      |
| Кубок світу з боротьби 2011 | КНР    | жіноча боротьба, до 48 кг | Бронза |

### Виступи на інших змаганнях
| Змагання                          | Збірна | Вагова категорія          | Місце  |
| --------------------------------- | ------ | ------------------------- | ------ |
| Гран-прі Туркуена з боротьби 2011 | КНР    | жіноча боротьба, до 48 кг | Бронза |